# Peter Rost
Peter Rost   (Leipzig, 29 de juny de 1951) fou un jugador d'handbol alemany que va competir sota bandera de la República Democràtica Alemanya durant les dècades de 1970 i 1980. Es casà amb la també jugadora d'handbol Christina Rost. El seu fill, Frank Rost, fou jugador de futbol.
Amb la selecció de la República Democràtica Alemanya jugà 216 partits, en què marcà 339 gols. El 1974 guanyà la medalla de plata al Campionat del món d'handbol. El 1980 va prendre part en els Jocs Olímpics de Moscou, on guanyà la medalla d'or en la competició d'handbol. A nivell de clubs jugà al SC Leipzig, amb qui guanyà tres lligues de la República Democràtica Alemanya (1972, 1976 i 1979). Una vegada retirat fou entrenador de diversos equips alemanys.
El 1980 va ser guardonat amb l'Ordre del Mèrit Patriòtic de plata i el 1984 amb la d'or.